# Fritz Hugo Kjærbølling
Frederik “Fritz” Hugo Kjærbølling (22. februar 1844 i Ærøskøbing-24. juni 1904 på Frederiksberg), overtog direktørposten i København Zoo efter sin far Niels Kjærbøllings død.
Fritz Hugo Kjærbølling bistod faderen med driften af Zoologisk Have, og efter faderens død drev han den videre som privat foretagende i et par år, for derefter at afhænde den til et aktieselskab 1872, hvis direktør og haveinspektør han var i to år. Men på grund af samarbejdsvanskeligheder med Eriksen trak han sig helt ud af Zoologisk Have, og helligede sig helt og holdent driften af sin gård "Julianehøj" i Brønshøj, som han købte i 1875 og drev frem til 1903, hvor han solgte den. Derefter købte de en villa på Kochsvej 19 på Frederiksberg.
Frederik Hugo Kjærbølling var gift med Hilda Kjærbølling født Heide 17. maj 1854, i Puerto Cabello, Carabobo, Venezuela som var datter af den danske vicekonsul i Puerto Cabello Kristian Anker Rudolph Heide.
Kjærbølling døde af hjerteslag i Frederiksberg Have og begravedes på Frederiksberg Ældre Kirkegård